# Montecalvo in Foglia

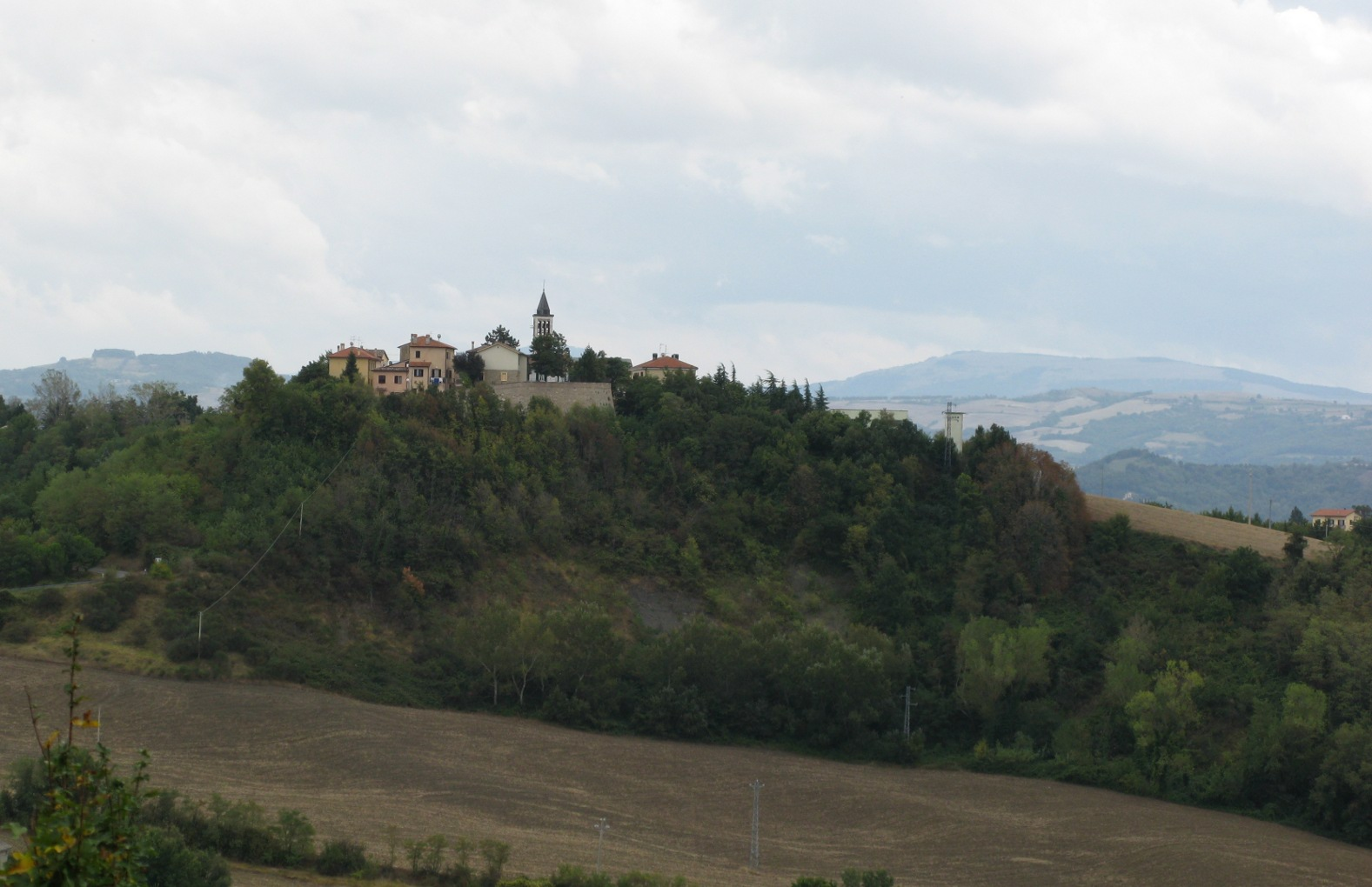
Blick auf Montecalvo in Foglia

Montecalvo in Foglia (im lokalen Dialekt Muncalb) ist eine italienische Gemeinde (comune) mit 2739 Einwohnern (Stand 31. Dezember 2023) in der Provinz Pesaro und Urbino in den Marken. Die Gemeinde liegt etwa 24,5 Kilometer westsüdwestlich von Pesaro und etwa 11,5 Kilometer ostnordöstlich von Urbino und ist Teil der Comunità montana Alto e Medio Metauro. Montecalvo in Foglia grenzt unmittelbar an die Provinz Rimini. Die südliche Gemeindegrenze bildet die Foglia.